# The Best FIFA Football Awards
I The Best FIFA Football Awards sono dei premi calcistici assegnati annualmente dalla FIFA, a partire dal 2016.
La prima cerimonia di premiazione si è tenuta il 9 gennaio 2017 a Zurigo, Svizzera. Il riconoscimento al miglior giocatore del mondo, intitolato The Best FIFA Men's Player, nasce con lo scopo di dare continuità al FIFA World Player of the Year, che era stato fuso con il Pallone d'oro di France Football nel 2010 dando vita al Pallone d'oro FIFA, assegnato congiuntamente per sei anni.

## Edizioni
- The Best FIFA Football Awards 2016
- The Best FIFA Football Awards 2017
- The Best FIFA Football Awards 2018
- The Best FIFA Football Awards 2019
- The Best FIFA Football Awards 2020
- The Best FIFA Football Awards 2021
- The Best FIFA Football Awards 2022
- The Best FIFA Football Awards 2023
- The Best FIFA Football Awards 2024

## Riconoscimenti assegnati
- The Best FIFA Men's Player
- The Best FIFA Women's Player
- The Best FIFA Goalkeeper
- The Best FIFA Women's Goalkeeper
- The Best FIFA Men's Coach
- The Best FIFA Women's Coach
- FIFA Fair Play Award
- FIFA Puskás Award
- FIFA Fan Award
- FIFA FIFPro World XI
- FIFA Marta Award (dal 2024)